# Asociación Española de Normalización
La Asociación Española de Normalización (UNE; acrónimo de Una Norma Española) es una entidad privada, multisectorial y sin fines lucrativos, designada por el Ministerio de Economía, Industria y Competitividad como organismo nacional de normalización. La entidad se fundó el 1 de enero de 2017, tras separar la Asociación Española de Normalización y Certificación en dos entidades diferentes, la Asociación Española de Normalización dedicada a la normalización y AENOR Internacional dedicada a la certificación.
UNE es el representante español ante los organismos de normalización internacionales (ISO e IEC), europeos (CEN y CENELEC, y ETSI) y americanos (COPANT).
El 24 de noviembre de 2022, UNE presentó su nueva marca con el objetivo de acercar la normalización a la sociedad. Para ello produjo el vídeo “UNE. Progreso Compartido”, en colaboración con Proa Comunicación, dirigido por Ben Kendall.